# 阿尔布雷希特 (普鲁士)
普鲁士的阿尔布雷希特（德語：Albrecht von Preußen，1490年5月16日-1568年3月20日）条顿骑士团的第37任大团长；霍亨索伦家族的第一位普鲁士公爵。

## 早年生活
阿尔布雷希特为勃兰登堡-安斯巴赫藩侯腓特烈二世的第三子，勃兰登堡选侯阿尔布雷希特·阿喀琉斯的孙子，生于安斯巴赫。他的母亲是波兰国王卡齐米日四世的女儿索菲娅。他在年轻时曾一度被作为教士培养，并在科隆大主教赫尔曼的宫廷里待了一段时间。大主教给他在科隆大教堂里安排了一份差事。
后来阿尔布雷希特脱离了宗教事业，转向世俗政治生活。1508年，他陪同神圣罗马帝国皇帝马克西米连一世前往意大利，并于返国前在匈牙利逗留了一段时间。

## 接触新教
1510年条顿骑士团大团长萨克森的腓特烈死后，阿尔布雷希特被选为新任大团长。令阿尔布雷希特当选的主要因素是他与条顿骑士团的宗主、波兰国王齐格蒙特一世有亲属关系（齐格蒙特是阿尔布雷希特的舅父），骑士团希望这层关系有助于解决东普鲁士的地位问题（东普鲁士被条顿骑士团以教皇的名义占据，但又承认波兰的主权，骑士团本身也是波兰的附庸）。
阿尔布雷希特的如意算盘是使条顿骑士团摆脱波兰的控制，并将东普鲁士从波兰独立。由于骑士团本身无力与波兰抗衡，他试图寻求皇帝马克西米连一世的庇护，但并无成效。同时，一些骑士团成员在波兰领土上的肆意妄为导致波兰于1519年向骑士团开战；东普鲁士地区在战争中受到重创。1521年双方签订了一份四年停战协定。因为担心再次遭到波兰打击，阿尔布雷希特于1522年出席了查理五世皇帝主持的紐倫堡帝國議會，以寻求德意志王公们的援助。求援计划未能获得任何成果，但阿尔布雷希特在纽伦堡结识了宗教改革活动家安德烈亞斯·奧西安德，并深受后者影响；这最终导致阿尔布雷希特改宗新教。 
阿尔布雷希特在参加完帝国议会之后前往维滕贝格，宗教改革的领袖马丁·路德正在那里开展活动。路德建议阿尔布雷希特抛弃宗教骑士团关于禁止结婚的陈规，并把普鲁士从教皇名下的骑士团领地变成由阿尔布雷希特家族统治的世袭公国。路德的话打动了阿尔布雷希特，实际上他的亲朋中已经有人向他提过类似的建议；但考虑到复杂的形势，还必须谨慎为之。阿尔布雷希特曾向教皇阿德里安六世保证过不会支持宗教改革活动，但他实际上放任路德在普鲁士传播他的新教教义。同时，阿尔布雷希特的哥哥、勃兰登堡-安斯巴赫藩侯勃蘭登堡-安斯巴赫藩侯格奧爾格把将普鲁士世俗化的主意告诉了波兰国王齐格蒙特一世。

## 普鲁士公国的建立

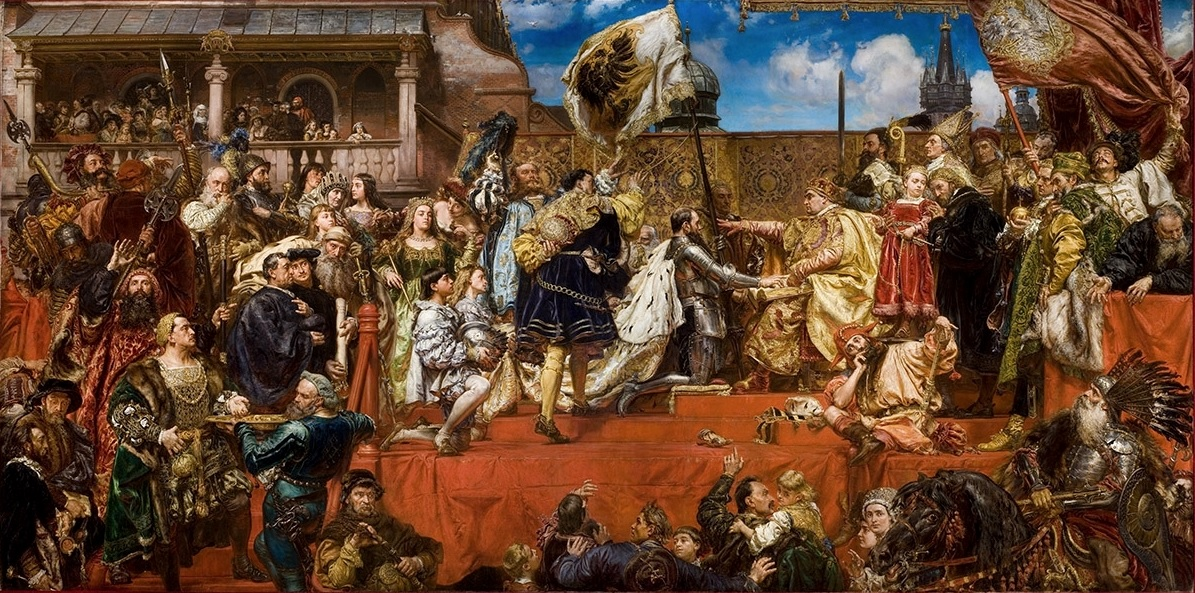
波蘭立陶宛聯邦國王齐格蒙特一世将普鲁士公国授予阿尔布雷希特

齐格蒙特一世同意了阿尔布雷希特的请求，前提是世俗化的普鲁士仍将是一块波兰封地。双方在达成一致之后签署克拉科夫條約，把这个安排条文化了。阿尔布雷希特正式向齐格蒙特一世宣誓效忠，后者授予他及他的后代对普鲁士公国的统治权（1525年2月10日）。
授封仪式结束后，普鲁士各地的地主们齐集柯尼斯堡（普鲁士首府），向第一代普鲁士公爵宣誓效忠；而公爵本人正打算利用他的权力在公国内大力推行新教教义。这种行为立刻引起了反弹。帝国法庭传唤阿尔布雷希特，阿尔布雷希特当然拒绝出庭，结果受到谴责并遭废黜。条顿骑士团内的顽固分子选举了一位新的大团长瓦爾特·馮·克龍貝格，此人被奥格斯堡帝国议会宣布为普鲁士的统治者，但没有获得波兰国王承认。实际上，德意志王公们此时正被宗教改革运动、德国农民战争和奥斯曼帝国的入侵弄得焦头烂额，根本没有精力去强制实施对阿尔布雷希特的制裁；结果那些反对势力很快都消亡了。
巩固了自己在普鲁士的地位后，阿尔布雷希特希望在帝国政治中扮演一个活跃角色。他加入了新教诸侯们组成的托爾高聯盟，该联盟几乎是公开与皇帝查理五世（天主教的狂热支持者）作对。托尔高联盟最后终于进化成直接与皇帝对抗的施马尔卡尔登联盟，与查理五世进行了两次施马尔卡尔登战争；由于缺乏强大的资源，阿尔布雷希特没有在这些军事活动中发挥重要作用。 
在普鲁士的国内事务方面，阿尔布雷希特于1544年建立了柯尼斯堡大学；他还资助天文学家伊拉斯謨·賴因霍爾德出版了他的《普魯士星曆表》（哥白尼原始星表的改进作品）。
在阿尔布雷希特统治的中后期，他的老朋友奥西安德尔给他造成了一些麻烦（阿尔布雷希特给奥西安德尔在柯尼斯堡大学安排了一份差事）。奥西安德尔与马丁·路德在神学问题上发生了分歧，并因此与另一位新教领袖梅兰希通（路德教义的支持者）发生激烈争吵。由于梅兰希通在柯尼斯堡也有很大一批信徒，这场神学争端在该城演变成社会骚乱。阿尔布雷希特坚决支持奥西安德尔，因此得罪了很多市民和贵族。
在奥西安德尔于1552年去世后，阿尔布雷希特宠信一个叫約翰·豐克的牧师，后者利用自己对公爵的影响力发了一笔不义之财。约翰·丰克的劣行导致民众对庇护他的公爵产生不信任感；这些问题又由于对阿尔布雷希特健康状况的担心而恶化。为避免因公爵暴亡而引起混乱，有人建议由阿尔布雷希特唯一的儿子阿尔布雷希特·腓特烈担任摄政。不久阿尔布雷希特又被迫同意谴责奥西安德尔的学说。事态在1566年到达高潮：普鲁士地主们向阿尔布雷希特的封主、波蘭立陶宛聯邦国王齐格蒙特二世（齐格蒙特一世之子，阿尔布雷希特的表弟）请愿，要求对公爵采取激烈措施。结果是阿尔布雷希特终于被剥夺了实权，约翰·丰克则在其庇护者倒台后立刻被处决。阿尔布雷希特·腓特烈被任命为摄政，路德宗被正式接受为普鲁士全国的官方信仰。
在事实上遭到废黜后，阿尔布雷希特只活了两年就去世了。1891年，在柯尼斯堡竖立了一座他的雕像。

## 家庭
1526年，阿爾布雷希特與丹麥的多蘿西亞結婚。多蘿西亞的父親是丹麥國王弗雷德里克一世，母親是布蘭登堡的安娜。阿爾布雷希特與多蘿西亞共有1子2女：
1. 安娜·索菲（1527年—1591年）
2. 腓特烈·阿爾布雷希特（1529年—1530年），夭折
3. 露西亞（1537年—1539年），夭折

丹麥的多蘿西亞於1547年去世。1550年，阿爾布雷希特與不倫瑞克的安娜·瑪麗亞結婚。安娜·瑪麗亞的父親是不倫瑞克-卡倫貝格-哥廷根親王埃里希一世，母親是布蘭登堡的伊莉莎白。阿爾布雷希特與安娜·瑪麗亞共有兩個女兒：
1. 伊莉莎白（1551年—1596年）
2. 阿爾布雷希特·腓特烈（1553年—1618年）

## 资料来源
- 本条目包含来自公有领域出版物的文本: Chisholm, Hugh (编).  (第11版). London: Cambridge University Press. 1911.

| 阿尔布雷希特 (普鲁士) 勃蘭登堡-庫爾姆巴赫家族 霍亨索倫王朝的分支出生于：1490年5月16日逝世於：1568年3月20日 | 阿尔布雷希特 (普鲁士) 勃蘭登堡-庫爾姆巴赫家族 霍亨索倫王朝的分支出生于：1490年5月16日逝世於：1568年3月20日 | 阿尔布雷希特 (普鲁士) 勃蘭登堡-庫爾姆巴赫家族 霍亨索倫王朝的分支出生于：1490年5月16日逝世於：1568年3月20日 |
| 統治者頭銜                                                                                                 | 統治者頭銜                                                                                                 | 統治者頭銜                                                                                                 |
| --- | --- | --- |
| 新頭銜 條頓騎士團國世俗化                                                                                  | 普鲁士公爵 1525年－1568年                                                                                  | 繼任： 阿爾布雷希特·腓特烈                                                                                 |